# Parque Pedra da Cebolla

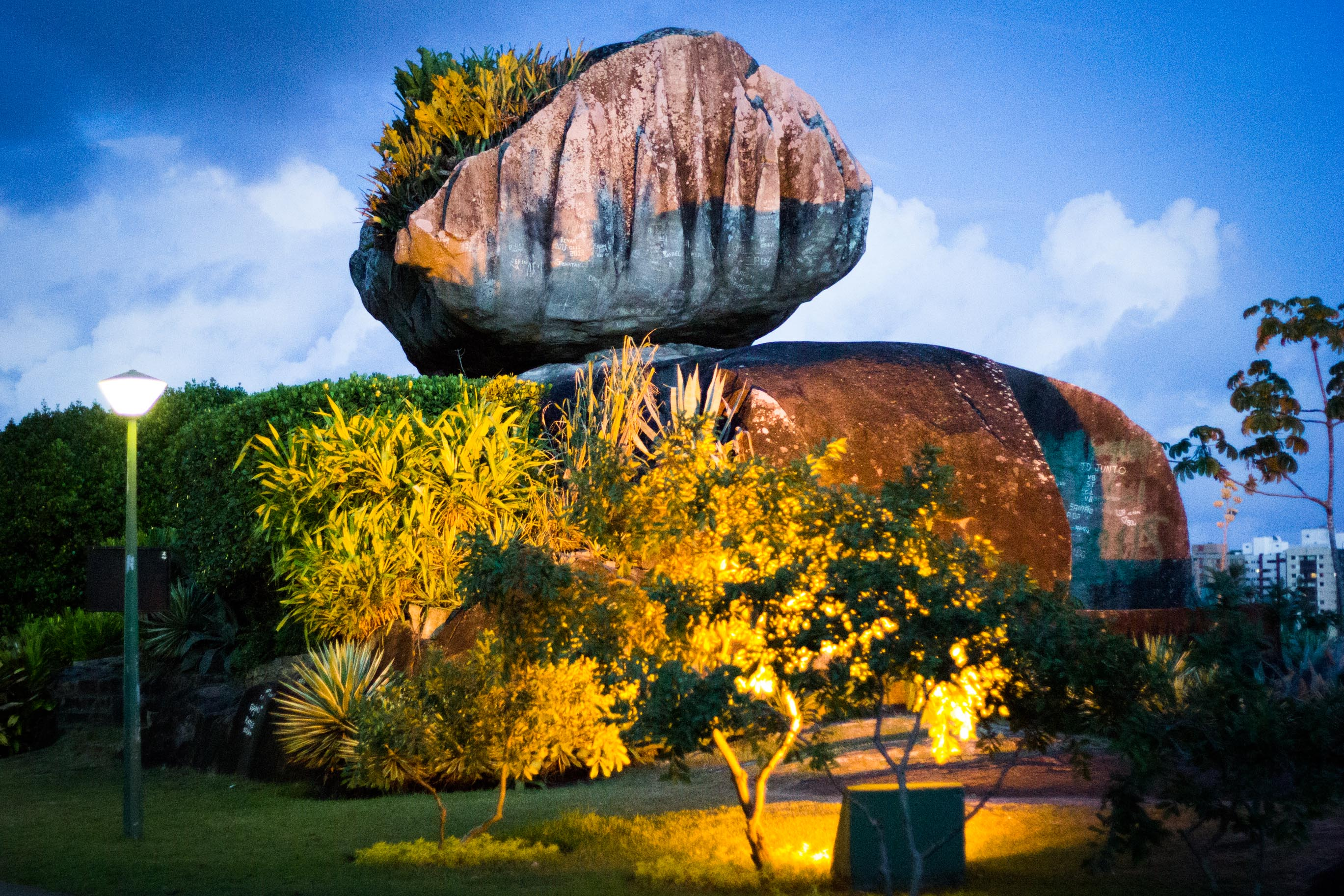
Piedra de la Cebolla

El Parque Pedra da Cebola (en español: parque Piedra de la Cebolla) está localizado en el municipio brasileño de Vitória, entre los barrios Jardím da Penha y Mata da Praia, en la zona continental del municipio (o zona norte), en el estado de Espírito Santo.
El parque posee 100.005 metros cuadrados y cuenta con una vegetación típica de restinga. El origen del nombre viene de una piedra diseñada por la naturaleza con el formato de una gran cebolla. La piedra es uno de los símbolos de la capital capixaba.
El parque municipal da Pedra da Cebola presenta una buena estructura para atender el público, hay una casa de meditación y un jardín oriental, además de un mirador sobre una gran pared rocosa, usada por los adeptos del alpinismo. Es posible visitar también el espacio cultural, con programaciones diversas en el transcurrir del año. Presenta una gran área plana que acoge eventos y también utilizada para la práctica de béisbol y fútbol. El espacio para fútbol está reservado para escuela de fútbol infantil.
Antes, sin embargo, de abrir las puertas del parque para la población, era preciso darle un nombre. Lo que poca gente sabe es que “parque Pedra da Cebola” es sólo un nombre de fantasía, dato a causa de la gran piedra que de la acción de la naturaleza hizo muy semejante a una cebolla y que se localiza en medio del parque. El nombre oficial es “Parque Municipal Ítalo Batan Régis”, en homenaje a un expresidente de la comunidad de Ilha de Santa Maria, que, aun siendo ciego, era muy actuante en la lucha por los intereses de la población del barrio.